# 東アジア研究
東アジア研究（ひがしアジアけんきゅう）は、東アジアの過去と現在についての幅広い人文科学的理解を促進する独特の学際的な分野である。この分野には、地域の文化、書き言葉、歴史、政治制度の研究が含まれる。
東アジア研究は学際的であり、社会科学 (人類学、経済学、社会学、政治学) と人文科学 (文学、歴史、芸術、映画、音楽など) の要素を取り入れている。